# Wass Stevens

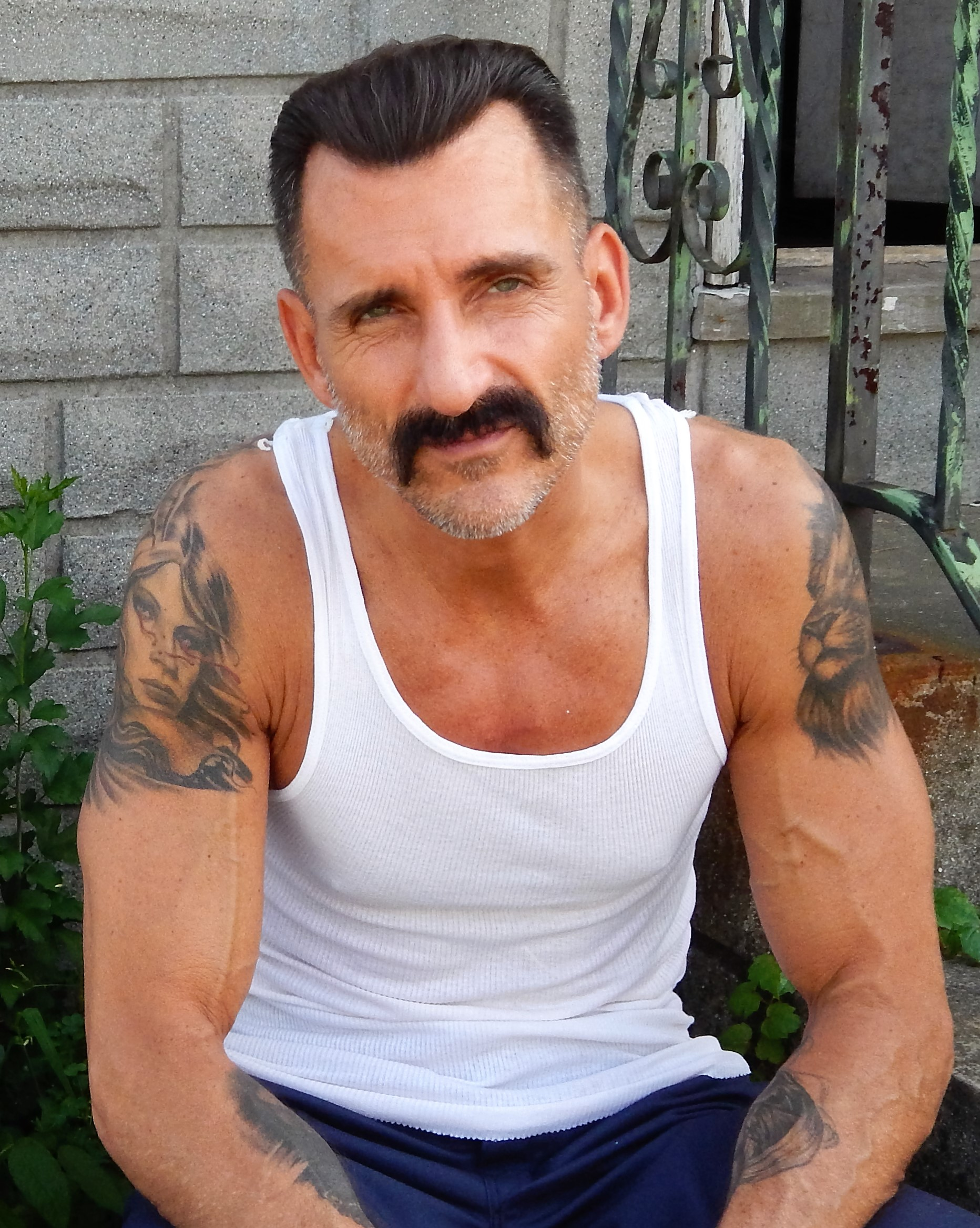
Wass Stevens am Filmset von Sollers Point

Wass Stevens (* 1970 in Brooklyn, New York, Vereinigte Staaten) ist ein US-amerikanischer Schauspieler und Synchronsprecher.

## Leben
Sein Filmdebüt hatte Stevens 1995 in Nixon, in welchem er einen Streikenden spielte. Seine erste Sprechrolle hatte Stevens 1997 in Kiss & Tell, wo er den Anthony Quintano spielte. Größere Filmrollen übernahm Stevens später in The Wrestler – Ruhm, Liebe, Schmerz (2008) und in Gesetz der Straße – Brooklyn’s Finest (2009).
Stevens hatte eine Reihe von Nebenrollen und Gastauftritte in Fernsehserien. In den Jahren 2004, 2006 und 2013 war er u. a. als Curren in Law & Order: New York zu sehen und synchronisierte von 1999 bis 2001 eine Figur in der Fernsehserie Daria. Stevens lieh auch Figuren in Video- und Computerspielen seine Stimme, so in Grand Theft Auto: San Andreas und in Grand Theft Auto IV: The Lost and Damned (Detective Ed McCornish).

## Filmografie

### Spielfilme (Auswahl)
- 1995: Nixon
- 1997: Kiss & Tell
- 1998: Wiege der Angst (Montana)
- 2000: Family Man
- 2006: World Trade Center
- 2008: The Wrestler – Ruhm, Liebe, Schmerz (The Wrestler)
- 2009: Gesetz der Straße – Brooklyn’s Finest (Brooklyn’s Finest)
- 2010: Rocksteady
- 2013: Once Upon a Time in Brooklyn
- 2015: Demolition – Lieben und Leben (Demolition)
- 2015: The Girl Is in Trouble
- 2015: Ava’s Possessions
- 2015: To Keep the Light
- 2016: A Stand Up Guy
- 2016: License Plates
- 2017: Patti Cake$ – Queen of Rap (Patti Cake$)
- 2017: John Wick: Kapitel 2 (John Wick: Chapter 2)
- 2017: Police State
- 2017: Hard Bargain
- 2017: The Book of Henry
- 2017: Rockaway
- 2017: Sollers Point
- 2018: Reprisal – Nimm dir, was dir gehört! (Reprisal)
- 2021: Lansky
- 2022: Signs of Love

### Fernsehserien (Auswahl)
- 2003–2015: Law & Order (5 Folgen)
- 2004, 2006, 2013: Law & Order: New York (Law & Order: Special Victims Unit)
- 2006–2009: Criminal Intent – Verbrechen im Visier (Law & Order: Criminal Intent)
- 2009: Alles Betty! (Ugly Betty)
- 2010: Good Wife
- 2013: House of Cards
- 2013: Elementary
- 2014: The Blacklist
- 2015: Public Morals (10 Folgen)

## Auszeichnungen
New York International Independent Film & Video Festival
- 2005: Auszeichnung als Bester Nebendarsteller (Xtacy)
- 2003:	Auszeichnung als Bester Schauspieler (Killing Pedro Rivera)